# Consistório Ordinário Público de 1914
Em 26 de abril de 1914, o Papa Pio anunciou que criaria 13 novos cardeais em um consistório de 25 de maio. Ele anunciou que fez Mendes Belo cardeal em pectore em novembro de 1911.

## Cardeais Eleitores
| Nº                   | País               | Nome                             | Idade              | Cargo                                                                   | Título ou Diaconia                                               |
| Cardeais eleitores   | Cardeais eleitores | Cardeais eleitores               | Cardeais eleitores | Cardeais eleitores                                                      | Cardeais eleitores                                               |
| -------------------- | ------------------ | -------------------------------- | ------------------ | ----------------------------------------------------------------------- | ---------------------------------------------------------------- |
| 1                    | Espanha            | Victoriano Guisasola y Menéndez  | 62                 | Arcebispo da Toledo                                                     | Cardeal-presbítero de Santos Quatro Mártires Coroados            |
| 2                    | França             | Louis-Nazaire Bégin              | 74                 | Arcebispo da Québec                                                     | Cardeal-presbítero de Santos Vital, Valéria, Gervásio e Protásio |
| 3                    | Itália             | Domenico Serafini, O.S.B.        | 61                 | conselheiro da do Santo Ofício                                          | Cardeal-presbítero de Santa Cecília                              |
| 4                    | Itália             | Giacomo della Chiesa             | 59                 | Arcebispo de Bolonha                                                    | Cardeal-presbítero de Santos Quatro Mártires Coroados            |
| 5                    | Hungria            | János Csernoch                   | 61                 | Arcebispo de Esztergom-Budapeste                                        | Cardeal-presbítero de Santo Eusébio                              |
| 6                    | Alemanha           | Franziskus von Bettinger         | 63                 | Arcebispo de Munique e Frisinga                                         | Cardeal-presbítero de São Marcelo                                |
| 7                    | França             | Hector Sévin                     | 62                 | Arcebispo da Lyon                                                       | Cardeal-presbítero de Santíssima Trindade no Monte Pincio        |
| 8                    | Alemanha           | Felix von Hartmann               | 62                 | Arcebispo da Colônia                                                    | Cardeal-presbítero de São João na Porta Latina                   |
| 9                    | Áustria            | Friedrich Gustav Piffl, C.R.S.A. | 49                 | Arcebispo da Viena                                                      | Cardeal-presbítero de São Marcos                                 |
| 10                   | Itália             | Scipione Tecchi                  | 59                 | conselheiro da Congregação Consistorial e secretário do Sagrado Colégio | Cardeal-diácono de Santa Maria em Domnica                        |
| 11                   | Itália             | Filippo Giustini                 | 62                 | secretário da Congregação para a Disciplina dos Sacramentos             | Cardeal-diácono de Santo Ângelo em Pescheria                     |
| 12                   | Itália             | Michele Lega                     | 54                 | decano do Rota Romana                                                   | Cardeal-diácono de Santo Eustáquio                               |
| 13                   | Reino Unido        | Francis Aidan Gasquet, O.S.B.    | 67                 | Teólogo e estudioso da Bíblia                                           | Cardeal-diácono de São Jorge em Velabro                          |
| Revelação In Pectore |                    |                                  |                    |                                                                         |                                                                  |
| 14                   | Portugal           | António Mendes Bello             | 71                 | Patriarca da Lisboa                                                     | Cardeal-Presbítero de Santos Marcelino e Pedro                   |

## Link Externo
- «Catholic Hierarchy» (em inglês)